# Медяково (Новосибирская область)
Медяково — село в Купинском районе Новосибирской области России. Административный центр Медяковского сельсовета.

## География
Площадь села — 172 гектара.

## История
По сведениям временной переселенческой комиссии, основано в 1907 году. Название получило по имени переселенца Медякова, жившего неподалёку от села. Первые жители — выходцы из Украины и Белоруссии. В 1911 году упоминается как переселенческий посёлок Медяковский в составе Купинской волости Каинского уезда Томской губернии. Площадь составляла 3945 десятины земли, расстояние до Томска — 753 версты, до уездного города 232 версты. В 1928 году имело статус посёлка и административного центра сельсовета, были расположены школа и маслозавод.  В 1930, как и весь Купинский район, входило в состав Барабинского округа Сибирского края. В 1937, как и район, обозначено в составе Западно-Сибирского края. 28 сентября того же года обозначается в составе Новосибирской области.

## Население
| 2002 | 2007 | 2010 |
| ---- | ---- | ---- |
| 782  | ↘749 | ↘576 |

## Инфраструктура
В селе по данным на 2007 год функционировали 1 учреждение здравоохранения и 1 учреждение образования.